# Eleanor Roosevelt
Anna Eleanor Roosevelt, född 11 oktober 1884 i New York i New York, död 7 november 1962 i New York i New York, var en amerikansk FN-delegat och presidenthustru. Hon var gift med Franklin D. Roosevelt från 1905 till hans död 1945. Hon är känd för sitt stora politiska engagemang.

## Biografi

### Uppväxten
Roosevelt var dotter till president Theodore Roosevelts yngre bror, Elliott. Hennes föräldrar dog tidigt och hon växte upp hos sin mormor. Eleanor var ett blygt och ensamt barn och fick sin utbildning i Europa.

### 1905–1945
Eleanor Roosevelt gifte sig 17 mars 1905 med sin avlägsna släkting Franklin D. Roosevelt, senare USA:s president. De två tillhörde olika grenar av samma familj, där Claes von Rosenvelt ursprungligen invandrat från Nederländerna någon gång mellan 1638 och 1649. Han bosatte sig i Nya Amsterdam – dagens New York – och hans son Nicholas Roosevelt kom att bli farfars farfars farfars far till Eleanor samt farfars farfars farfar till Franklin. Eleanor och Franklin fick sex barn, av vilka ett dog i späd ålder.
När hennes make blivit förlamad 1921, tog hon en allt aktivare roll inom politiken och deltog ofta i möten i hans ställe. Det var Franklins politiske rådgivare, en mycket nära vän till familjen Louis Howe som övertalade Eleanor att tala på politiska möten.
Under sin tid i Vita huset reste hon vida omkring och inspekterade kolgruvor, fängelser och militärförläggningar. Hon var stundtals kontroversiell som "Första dam" på grund av sin frispråkighet i frågor rörande humanitära reformer och medborgerliga rättigheter. Hon bröt mot traditionen och höll regelbundna presskonferenser, föreläste och skrev en egen spalt ("My Day") som publicerades i olika tidningar runt om i världen.

### Från 1945
Eleanor Roosevelt kom att vinna stor beundran världen över och efter hennes makes död 1945 utnämnde president Harry S. Truman henne till FN-delegat. Hon var ordförande för FN:s organ för mänskliga rättigheter åren 1946–1952. År 1950 besökte hon Sverige och bland annat daghemmet LM-gården i Midsommarkransen, Hägersten.
Hon avled 7 november 1962 och ligger begravd bredvid sin make i Hyde Park, New York.

## Priser och utmärkelser
- 1968 – tilldelad FN:s pris för mänskliga rättigheter[5]
- 1973 – upptagen i amerikanska National Women's Hall of Fame[6]
- 1998 – Bill Clinton instiftade Eleanor Roosevelt Award for Human Rights till Eleanor Roosevelts minne. Priset delas ut till amerikaner som gjort framstående insatser för mänskliga rättigheter.[7]